# El Christo de la Luz (opera)
El Christo de la Luz (někdy uváděno jako El Cristo de la Luz stejně jako původní povídka) je legendární opera o dvou dějstvích českého skladatele Vladimíra Ambrose na libreto Květy Zahradníkové-Krapkové podle povídky El Cristo de la Luz : Legenda toledská českého spisovatele Julia Zeyera ze souboru Tři legendy o krucifixu. Opera byla nejprve vysílána 30. března 1929 brněnským studiem Československého rozhlasu, 17. září následujícího roku měla scénickou premiéru ve Slovenském národním divadle v Bratislavě.

## Vznik, charakteristika a historie opery
Recenzent Lidových novin klade vznik opery El Christo de la Luz do souvislosti s „duchovní atmosférou Břeclavských“, zejména s dílem básníka Karla Nekuly. Ambros od roku 1926 působil v Břeclavi, operu však začal psát již o rok dříve, ještě v Prostějově. Skutečně však je námětem značně odlišná od venkovského realismu jeho operní prvotiny Ukradené štěstí. El Christo de la Luz je mystický příběh podle námětu Julia Zeyera a jeho dramatické zpracování – které připravila libretistka Ukradnutého štěstí Květa Zahradníková-Krapková – je nutno poněkud statické, oratorní (Gracian Černušák ho označuje za „oratorní operu“). Tomu odpovídá i posun hudebního výrazu; od převahy janáčkovského realismu Ukradeného štěstí k impresionismu El Christo de la Luz (Jan Racek i Gracian Černušák shledávají zásadní vliv francouzského impresionismu, podle Ludvíka Kundery mu Ambros v této opeře zcela podlehl). Zcela přitom odmítl hlavní techniku novoromantické hudby, motivickou práci; při příležitosti uvedení této opery v Olomouci roku 1948 se k tomu vyjádřil: „Kroucení a mletí jednoho motivku až do vyschnutí mne nikdy nezajímalo. Proto mne také nikdy nezajímal kontrapunkt, ta velká suchá násobilka.“
Ambros spolupracoval s brněnským rozhlasovým studiem od jeho založení, a také proto v něm jeho nová opera zazněla poprvé, jako vůbec jeden z prvních operních přenosů v Československu. K jevištnímu provedení získal skladatel Slovenské národní divadlo, které ve 20. a 30. letech uvedlo v premiéře řadu oper českých skladatelů (při nedostatku domácí tvorby slovenské). Před samotnou operou divadlo uvedlo Ambrosovu janáčkovskou symfonickou báseň Bezkydy.
Kritika směrovala proti libretu, ale spíše proti námětu samotnému než proti zpracování: „Látka nepodává nám jediného vzrušenějšího okamžiku dramatického, děje, jenž by vzbudil naši účast a zájem, vlažně přihlížíme zápasu dvou věr, do něhož jsme postaveni bez vnitřní nutnosti a dramatické motivace…“. Příznivěji uvítala kritika hudbu samu o sobě (a spíše právě symfonickou báseň Bezkydy). I v ní postrádala dramatičnost (Lidové noviny: „Od ústřední vnitřní tepny svádí skladatele opojení zvukovou nádherou, takže vedle širokého ariosa orchestru i hlasů rozvíjí líčení pouhým nanášením orchestrálních barev, čím řeč a funkce tónů byla zaměněna paletou výtvarnou.“), ale připomínala skladatelovo „velké nadání hudební“; Ambros prý „vychází sice z výrazových prostředků včerejška, osvojuje si je však s takovou suverenitou, splétaje umně hlasy v hustém předivu polyfonickém k novým, osobitým kombinacím, že jeho orchestr můžeme po zvukové kráse na mnohých místech dobře nazvati mistrovským“. G. Černušák zpochybnil s odstupem divadelní životnost této opery, v níž se „sice setkáváme s některými náladovými partiemi lyrickými, ale celek trpí nedostatkem pevnější linie a mocnějšího dramatického vzruchu“.

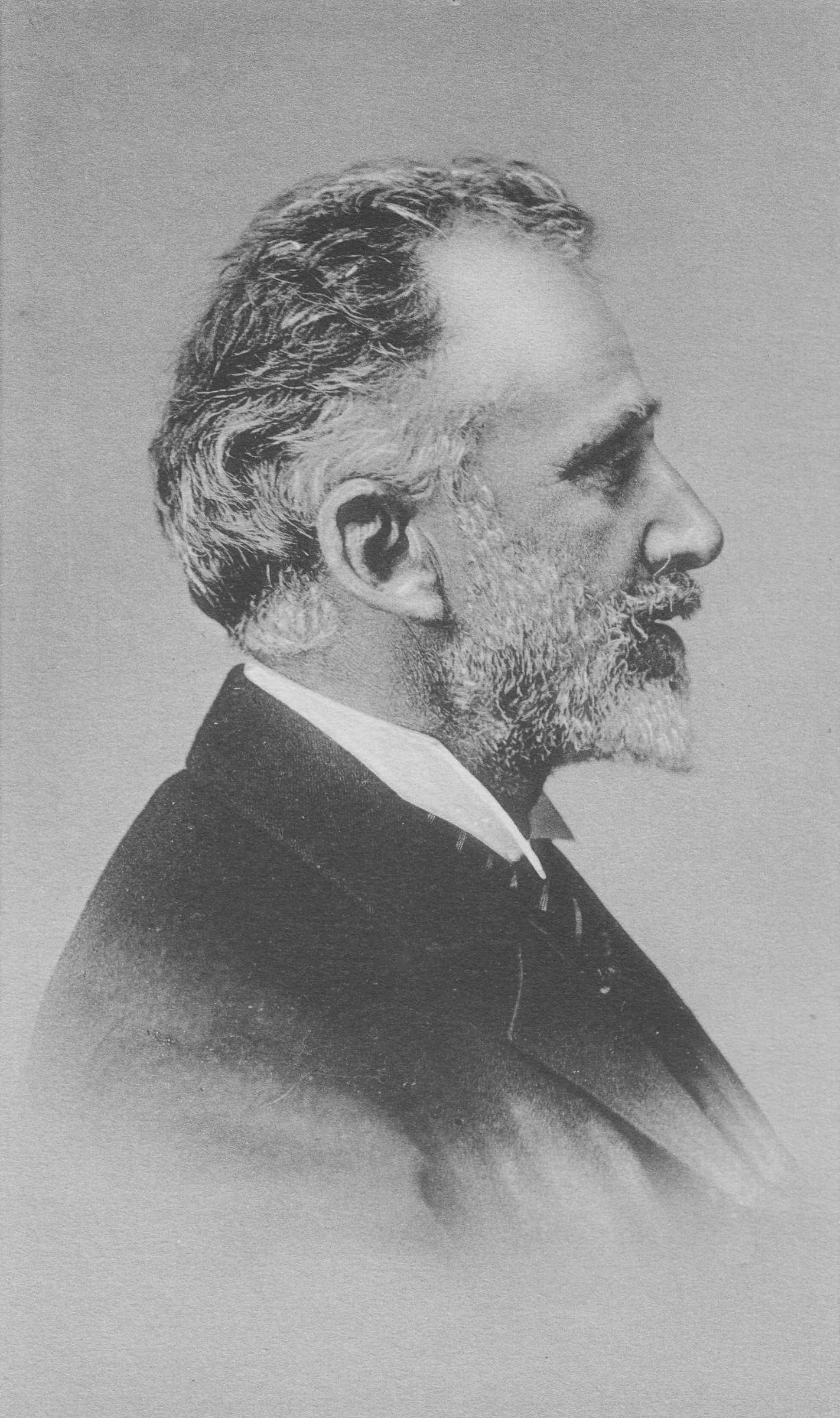
Julius Zeyer, fotografie J. Mulače z roku 1897

Jedinou další inscenaci opery El Christo de la Luz připravilo v sezóně 1948/1949 olomoucké divadlo. Počátek komunistického režimu nebyl ovšem pro toto křesťanské mystérium příznivý, navázaná spolupráce mezi divadlem a skladatelem však vydržela a Olomouc uvedl Ambrosovu následující (a poslední) operu Maryla.

## Osoby a první obsazení
| osoba                     | hlasový obor | premiéra (17. září 1930) |
| ------------------------- | ------------ | ------------------------ |
| Meribal                   | bas          | Zdeněk Ruth-Markov       |
| Rispa                     | soprán       | Dobřena Šimáňová         |
| Abisain                   | baryton      | Karel Zavřel             |
| Abatyše                   | alt          | Mária Perlešová          |
| Kostelník                 | baryton      | Václav Sova              |
| Alkade toledský           | tenor        | Karel Uhlíř              |
| Dirigent: Josef Vincourek |              |                          |
| Režie: Bohuš Vilím        |              |                          |
| Scéna: Ján Ladvenica      |              |                          |

## Děj opery

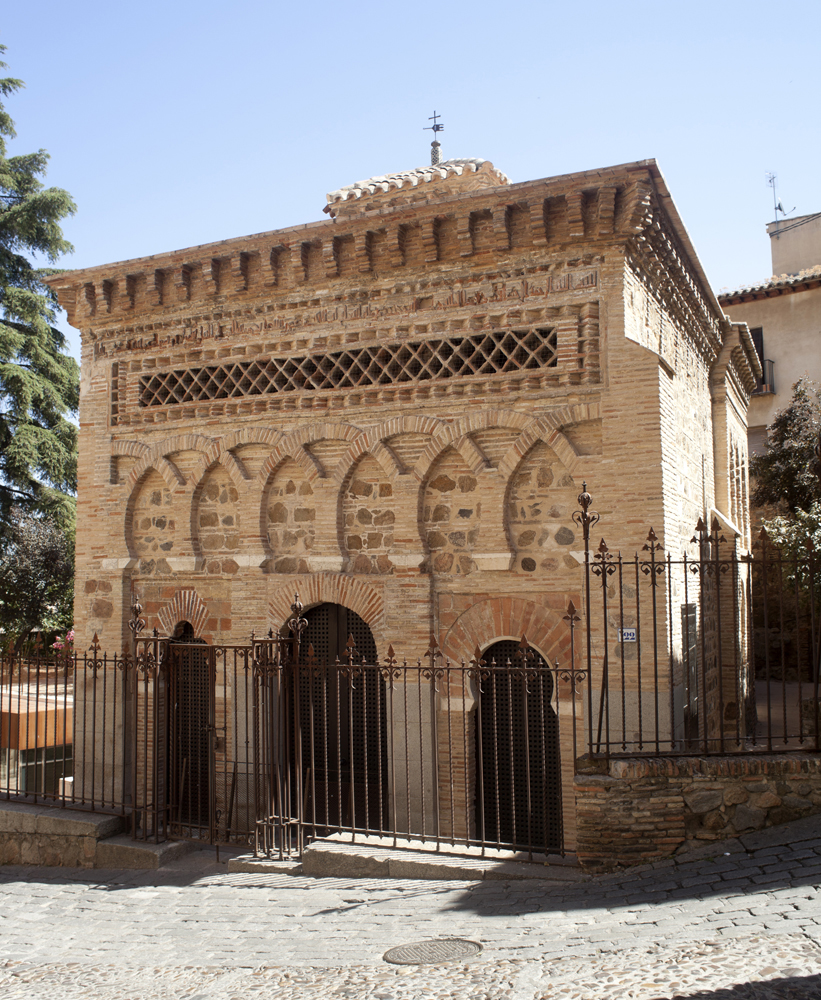
Kostel El Cristo de la Luz v Toledu

### 1. dějství
(Hodovní síň Meribalova domu v Toledu) Je po bohoslužbě a v největší síni domu bohatého toledského žida Meribala hodují hosté. Na Meribalův pokyn se rozhrne závěs a dvacet bíle oděných krásných dívek, mezi nimiž vyniká Meribalova dcera Rispa, zpívá o slávě budoucího Siónu a znovuzrození Izraele. Po zpěvu, jenž celou společnost dojal, sestupují dívky mezi hosty. Rispa přináší kytici a na otcovu otázku, komu je určena, odpovídá, že tomu, kdo umí své bratry nejvíce milovat. Ale otec její přání opravuje – kytici (a později i svou ruku) má dát tomu, kdo umí nepřátele svého lidu nejvíce nenávidět.
Mladý žid Abisain Rispu miluje a kytici by si zasloužil i podle její podmínky, ještě více však podle té, kterou klade její otec. Plane totiž zuřivou nenávistí ke křesťanům a jejich bohu. Získává Rispinu kytici, ale Meribal si přeje důkaz jeho zášti. Abisain má plán, ale svěří ho hostiteli až mezi čtyřma očima poté, co hosté odejdou. Křesťané totiž uctívají nejvíce sochu „Světlého Krista“ (El Cristo de la Luz), která visí na oltáři starého kostela. o bohoslužbách jí projevují úctu tím, že líbají Spasitelovu nohu. Abisain se vyzná v alchymii a rozhodl se napustit dřevo potají prudkým jedem. Ti, kdo Kristovu nohu políbí, tak zemřou ukrutnou smrtí, a křesťané pak sami modlu zavrhnou.
Meribal je s plánem spokojen a žehná Abisainovým záměrům. Zdaří-li se, získá mladík Rispu za manželku. Meriban a Abisain se rozejdou. V setmělé místnosti zůstane jen Rispa, která jejich rozhovor vyslechla skrytá za závěsem. Sama již potají přijala křesťanství a Abisainův úmysl ji děsí, i pro život a duši jeho samotného. Modlí se ke křesťanskému Bohu o radu, jak zabránit hrůznému zločinu a současně spasit milovaného Abisaina. Poslední svíce spadne na zem, rozlomí se a zhasne. Rispa pochopí, že na ní Bůh žádá osobní oběť.

### 2. dějství
(V kostele Světlého Krista) Je časně ráno. Abisain nepozorovaně vnikne do dosud prázdného chrámu. Slyší vnitřní hlas, jako by k němu hovořil sám Kristus, ale vzepře se mu a uskuteční svůj záměr. Potře Kristovu nohu jedem. Pak se ukryje za sloup a čeká, až jako vždy přijdou věřící, a to nejdříve jeptišky z blízkého kláštera, aby Kristovi vzdali úctu. První však před oltářem pokleká neznámá dívka v závoji, a když abatyše jako první přistupuje k soše, vrhne se dívka před ni a chce nohu políbit jako první. Je to Ripsa a chce svou smrtí varovat ostatní. Jenže se stane div, Kristus nohu odtáhne z dosahu Rispiných úst. Lid je ohromen zázrakem, když však je závoj odhalen a v neznámé dívce poznána židovka, domnívají se, že se Kristus bránil znesvěcení. Zuřivě se na ni vrhají a jen zásah abatyše zachrání Rispě život. Rispa vysvětluje, co se stalo, ale žádá křesťany, aby kvůli strašnému hříchu jednoho syna Izraele nesoudili celý její lid. Hlas patřící Abisainovi z vnitra kostela ji vyzývá, aby prozradila viníkovo jméno, ale Rispa odmítá. Přiznává se, že zločince milovala, ale nyní musí dát přednost lásce před nenávistí. Předvídá, že ji její lid zavrhne, a žádá abatyši, aby mohla vystoupit do kláštera. Ctihodná matka ji přijímá a Abisain přihlíží tomu, jak přichází o Rispu navěky.
Věřící odcházejí a Abisain cítí ještě znásobenou nenávist vůči Světlému Kristu, jehož hlas ve svém nitru opět slyší a potlačuje. V šílenství vytasí na sochu dýku a zaboří jí ji do boku. Ze sochy vytryskne krev a Abisain klesá vysílen k zemi. Lidé nacházejí zakrváceného žida pod zneuctěným dřevěným Kristem. Sesypou se na viníka a ubíjejí ho. V okamžiku smrti slyší Abisain mírný hlas Kristův, který ho přesvědčuje, že jeho nenávist k němu byla jen skrytá láska. Kristus jeho duši přijímá do svého ráje.